# Philip Zimbardo
Philip George Zimbardo (New York, 23 marzo 1933 – San Francisco, 14 ottobre 2024) è stato uno psicologo statunitense, formatosi presso l'Università Yale.
Nel 1971 realizzò l'esperimento carcerario di Stanford, che lo rese famoso. Zimbardo cercò poi i mezzi per sfruttare la psicologia nel tentativo di aiutare la gente e fondò la Shyness Clinic in California che tratta l'estrema timidezza negli adulti e nei bambini. 
Nel 2004 Zimbardo fu perito della difesa nel caso "Chip" Frederick, una guardia nella prigione di Abu Ghraib. Zimbardo sostenne l'opinione che ci fossero circostanze attenuanti, dato che solo pochi potrebbero resistere all'atmosfera delle prigioni: la sua tesi traeva argomentazioni proprio dall'esperimento carcerario di Stanford, infatti gli abusi nei confronti dei carcerati iracheni sarebbero stati indotti dal sistema vigente più che dall'individuo stesso. Il giudice non fu della sua stessa opinione e condannò Frederick alla massima pena.

## Biografia
Zimbardo, nipote di Filippo Zimbardo e Vita Marino, immigrati siciliani di Cammarata in provincia di Agrigento, crebbe nel Bronx, a New York, dove frequentò la Monroe High School assieme a Stanley Milgram. Ottenne il Bachelor al Brooklyn College nel 1954, la laurea magistrale (1955) e il dottorato (1959) all'Università Yale. 
Insegnò a Yale nell'anno accademico 1959 - 1960. Dal 1960 al 1967 fu professore di psicologia all'Università di New York. Dopo un anno di insegnamento (1967-1968) all'Università Columbia, entrò a far parte della facoltà della Stanford University nel 1968

### L'esperimento carcerario di Stanford

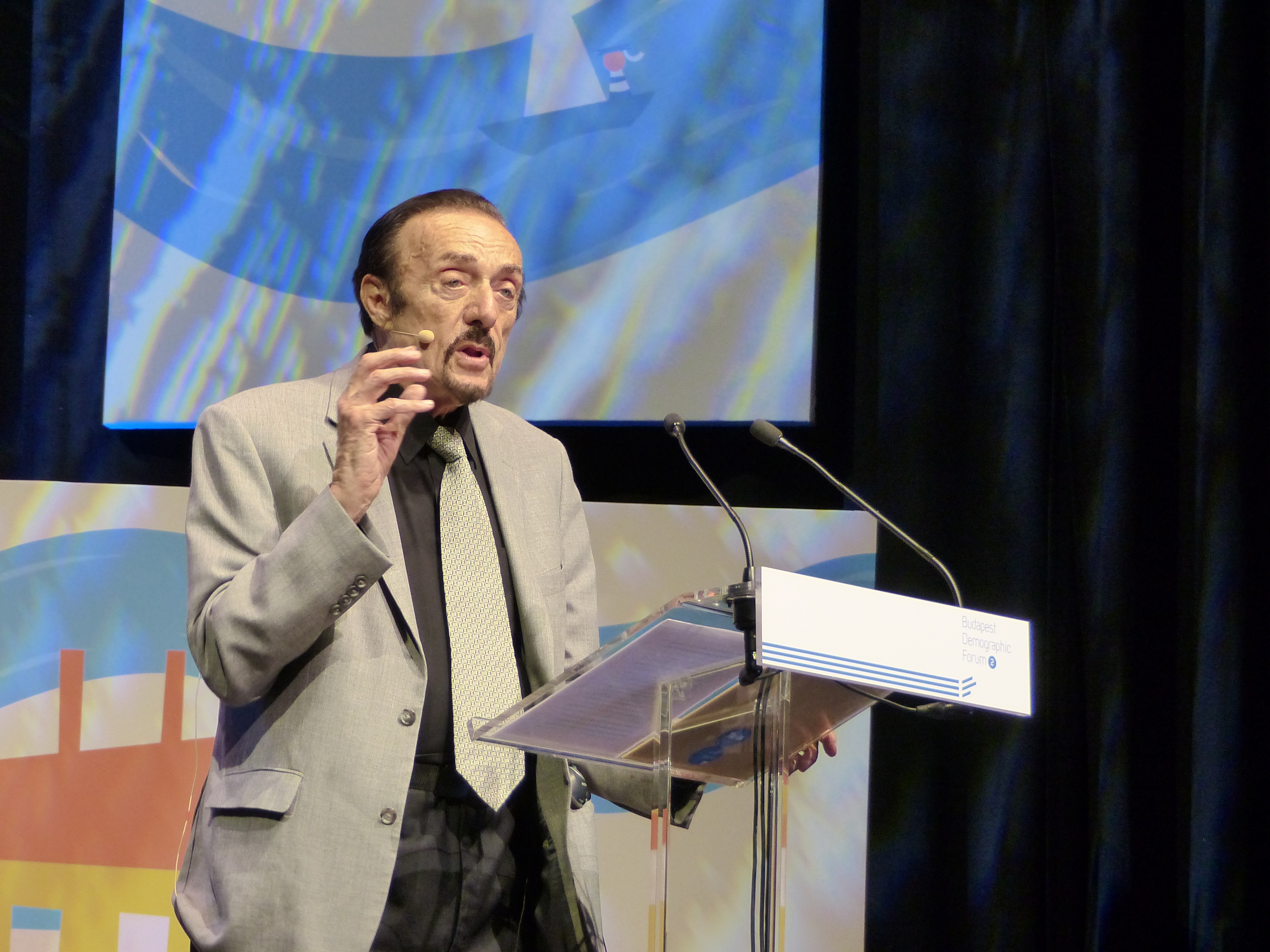
Philip Zimbardo

Nel 1971 Zimbardo accettò un posto come professore di psicologia all'Università di Stanford dove condusse l'esperimento carcerario di Stanford. Nell'esperimento vennero selezionati 24 studenti universitari di età compresa tra i 20 e i 30 anni (quindi un livello di istruzione superiore alla media), a cui venne casualmente assegnato il ruolo di prigionieri o guardie carcerarie. Come prigione venne usato l'interrato dell'università.
Presto le persone incominciarono a immedesimarsi in modo estremo nei loro ruoli. Le guardie carcerarie iniziarono a manifestare tendenze sadiche e la maggior parte dei detenuti era emozionalmente traumatizzata, oltre a mostrare passività e depressioni, e cinque di essi dovettero essere rimossi precocemente. La validità dei risultati dell'esperimento è stata pesantemente criticata per via di diversi errori metodologici commessi da Zimbardo nella progettazione dello studio.
Nel giugno del 2015 uscì nelle sale cinematografiche degli Stati Uniti il film Effetto Lucifero, interamente incentrato sullo svolgimento del famoso esperimento, alla realizzazione del quale partecipò attivamente lo stesso Zimbardo.
Il lavoro più famoso di Zimbardo consisteva nel tentativo di confutare la fondatezza di una credenza assai diffusa, alla fine degli anni sessanta, secondo la quale i comportamenti degradati e violenti osservabili all'interno di un'istituzione come il carcere fossero soprattutto dovuti a disfunzioni della personalità, innate o apprese, dei carcerati e delle guardie, dimostrando piuttosto come tali condotte dipendessero dalle specifiche caratteristiche della situazione contingente.

### Attività in Sicilia
Fin dal 2003, Zimbardo attivò una campagna di raccolta fondi negli Stati Uniti D'America destinati alle comunità di origine dei suoi nonni: Cammarata e San Giovanni Gemini. Tramite la Zimbardo-Luczo Fund con Steve Luczo e Pasquale Marino, ogni anno vengono elargite borse di studio per i migliori studenti di Cammarata, San Giovanni Gemini e Corleone e promosse attività culturali soprattutto per le categorie più svantaggiate.

### Morte
Zimbardo morì nel 2024, e dopo i funerali venne cremato.

## Vita privata
Nel 1972 sposò in seconde nozze la collega psicologa Christina Maslach, con la quale rimase sposato per il resto della vita; la coppia ebbe tre figli. Il primo matrimonio si era concluso col divorzio.

## Opere
- L'effetto Lucifero. Cattivi si diventa?, Milano, Raffaello Cortina, 2008  [2007], ISBN 978-88-6030-157-4.
- Salvatore Cianciabella (prefazione di Philip Zimbardo, nota introduttiva di Liliana De Curtis). Siamo uomini e caporali. Psicologia della dis-obbedienza. Franco Angeli, 2014. ISBN 978-88-204-9248-9.
- Maschi in difficoltà. Perché la nuova generazione ha sempre più problemi e come fare per aiutarla (Philip Zimbardo - Nikita Coulombe). Franco Angeli, 2017. ISBN 978-88-917-4406-7. Edizione italiana a cura di Salvatore Cianciabella.
- La cura del tempo, Firenze, Giunti Psychometrics, 2019, ISBN 978-88-0998-633-6.
- Vivere e amare, Firenze, Giunti Psychometrics, 2019, ISBN 978-88-0998-665-7.